# Zehnkampf-Länderkampf der Männer 1980 BR Deutschland – Sowjetunion
| 13. Leichtathletik-Länderkampf mit bundesdeutscher Beteiligung 1980 | 13. Leichtathletik-Länderkampf mit bundesdeutscher Beteiligung 1980 |
| ------------------------------------------------------------------- | ------------------------------------------------------------------- |
|                                                                     |                                                                     |
| Zehnkampf-Vergleich der Männer: BR Deutschland – Sowjetunion        |                                                                     |
| Austragungsort                                                      | Lage                                                                |
| Wettbewerbe                                                         | 1                                                                   |
| Datum                                                               | 6./7. September                                                     |
| 1. URS 2. FRG                                                       | 31.735 Punkte 31.605 Punkte                                         |
| Chronik                                                             |                                                                     |
| ← NLD-FRG-SUI Str’lauf (M)                                          | FRG-URS Fünfkampf (F) →                                             |

Den dreizehnten Vergleich des Länderkampfjahres 1980 bestritten die Zehnkämpfer, die nun schon zum zwölften Mal auf die Sowjetunion trafen. Die Begegnung wurde am 6./7. September in Lage bei Detmold ausgetragen. Die Zwischenbilanz lautete acht zu drei für die UdSSR, den letzten Sieg für die Bundesrepublik hatte es 1977 gegeben. Auch die Mehrkämpferinnen der beiden Länder trafen sich an denselben beiden Tagen in Lage zu einem eigenen Vergleich.

## Modus
Jede Mannschaft konnte mit maximal sechs Athleten antreten, von denen die vier Besten durch Addition ihrer Punktzahlen gewertet wurden.

## Ergebnis
In der Einzelwertung lag ein bundesdeutscher Zehnkämpfer vorn. Die Summierung der Einzelresultate brachte ein sehr knappes Ergebnis. Die sowjetischen Athleten erreichten 31.735 Punkte, das waren gerade einmal 130 Punkte mehr als beim Resultat der bundesdeutschen Vertreter, die somit eine weitere Niederlage gegen ihre Kontrahenten aus der Sowjetunion hinnehmen mussten.

## Legende
Kurze Übersicht zur Bedeutung der Symbolik – so üblicherweise auch in sonstigen Veröffentlichungen verwendet:
| DNF | nicht im Ziel (did not finish) |
| DNS | nicht am Start (did not start) |

## Resultat

### Zehnkampf
| Platz | Name                 | Nation | Punkte | 100 m   | Weit- sprung | Kugel- stoßen | Hoch- sprung | 400 m   | 110 m Hürden | Diskus- wurf | Stabhoch- sprung | Speer- wurf | 1500 m     |
| ----- | -------------------- | ------ | ------ | ------- | ------------ | ------------- | ------------ | ------- | ------------ | ------------ | ---------------- | ----------- | ---------- |
| 01    | Guido Kratschmer     | FRG    | 8185   | 10,86 s | 7,23 m       | 15,15 m       | 1,91 m       | 49,54 s | 14,50 s      | 43,56 m      | 4,50 m           | 68,96 m     | 4:25,7 min |
| 02    | Juri Kuzenko         | URS    | 8142   | 11,27 s | 7,48 m       | 15,03 m       | 2,00 m       | 49,89 s | 15,22 s      | 40,34 m      | 4,90 m           | 59,72 m     | 4:17,1 min |
| 03    | Konstantin Achapkin  | URS    | 7936   | 11,18 s | 7,23 m       | 14,10 m       | 1,80 m       | 49,82 s | 14,49 s      | 46,36 m      | 4,370 m          | 60,44 m     | 4:25,4 min |
| 04    | Jens Schulze         | FRG    | 7893   | 10,87 s | 6,82 m       | 14,26 m       | 1,91 m       | 48,30 s | 14,97 s      | 44,00 m      | 4,30 m           | 58,10 m     | 4:24,1 min |
| 05    | Wiktor Grusenkin     | URS    | 7843   | 11,30 s | 7,19 m       | 14,31 m       | 2,06 m       | 51,43 s | 14,98 s      | 43,90 m      | 4,70 m           | 61,00 m     | 4:46,4 min |
| 06    | Alexander Schablenko | URS    | 7814   | 11,19 s | 6,82 m       | 15,09 m       | 2,00 m       | 50,67 s | 14,83 s      | 48,12 m      | 4,40 m           | 50,70 m     | 4:29,7 min |
| 07    | Andreas Rizzi        | FRG    | 7771   | 10,84 s | 7,21 m       | 13,15 m       | 1,97 m       | 48,15 s | 15,66 s      | 39,38 m      | 4,30 m           | 54,56 m     | 4:23,1 min |
| 08    | Siegfried Wentz      | FRG    | 7756   | 11,61 s | 6,97 m       | 14,69 m       | 2,03 m       | 50,56 s | 15,10 s      | 43,24 m      | 4,30 m           | 62,64 m     | 4:30,8 min |
| 09    | Rudolf Brumund       | FRG    | 7721   | 11,41 s | 7,02 m       | 14,61 m       | 2,00 m       | 49,05 s | 16,16 s      | 41,20 m      | 4,30 m           | 65,54 m     | 4:33,9 min |
| 10    | Oleksandr Apajtschew | URS    | 7473   | 11,42 s | 6,85 m       | 13,43 m       | 1,88 m       | 51,36 s | 14,77 s      | 37,26 m      | 4,00 m           | 74,56 m     | 4:35,8 min |
| DNF   | Wolfgang Muders      | FRG    |        | 11,49 s | DNS          |               |              |         |              |              |                  |             |            |
| DNF   | Sergei Schelanow     | URS    |        | 11,71 s | DNS          |               |              |         |              |              |                  |             |            |